# Rita Pawelski

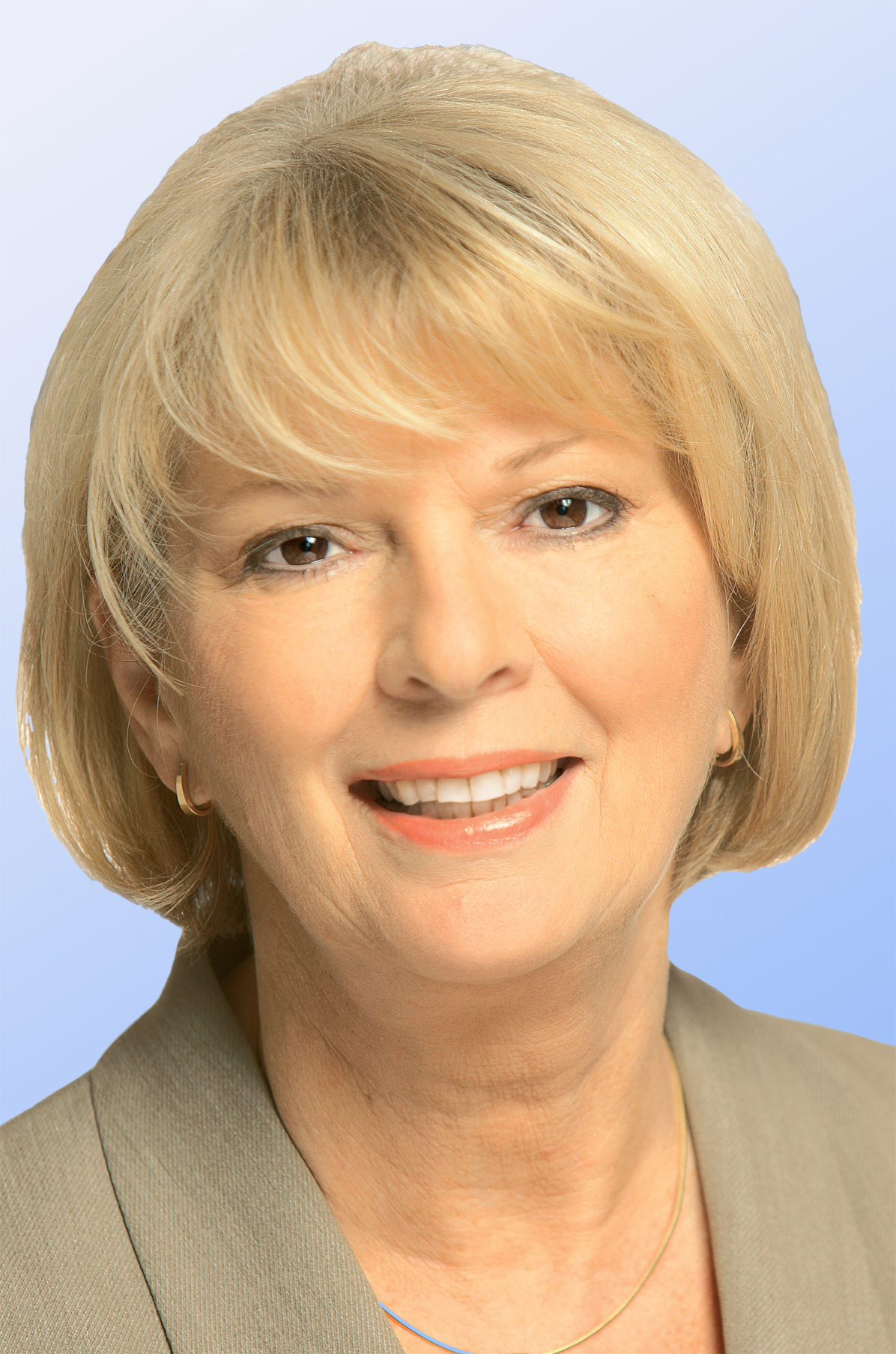
Rita Pawelski (2009)

Rita Pawelski geb. Fiola (* 29. Oktober 1948 in Rössing, heute Ortsteil von Nordstemmen) ist eine deutsche Politikerin (CDU) und ein ehemaliges Mitglied des Deutschen Bundestags. 
Sie war von 2006 bis 2013 stellvertretende Vorsitzende des Unterausschusses Regionale Wirtschaftspolitik des Ausschusses für Wirtschaft und Technologie des Deutschen Bundestages.

## Leben und Beruf
Nach dem Schulbesuch in Himmelsthür absolvierte Rita Pawelski von 1964 bis 1967 eine Ausbildung zur Kontoristin. Nach einer Umschulung war sie von 1969 bis 1975 als Sparkassenangestellte tätig. Im Anschluss war sie bis 1983 Hausfrau und von 1983 bis 1984 in einer Hospitanz, einem unbezahlten Praktikum beim Fernsehen. Danach arbeitete sie bis 1989 als freie Journalistin.
Rita Pawelski ist römisch-katholisch,  Mutter zweier Töchter  und lebt von ihrem Ehemann getrennt.

## Partei
Rita Pawelski trat 1971 in die Junge Union (JU) und die CDU ein und war von 1971 bis 1975 stellvertretende Vorsitzende des JU-Kreisverbandes Hannover-Land. Von 1982 bis 1997 war sie Vorsitzende des Bezirksverbandes Hannover der Frauen-Union und von 1996 bis 2000 Mitglied im CDU-Bundesvorstand. Rita Pawelski gehört seit 1986 dem CDU-Landesvorstand in Niedersachsen an und ist seit 1997 erste stellvertretende Vorsitzende des CDU-Bezirksverbandes Hannover.
1996 und 2001 war sie CDU-Kandidatin für das Amt des Oberbürgermeisters von Hannover, konnte sich aber jeweils gegen Herbert Schmalstieg (SPD) nicht durchsetzen.

## Öffentliche Ämter
Bereits von 1972 bis 1974 gehörte sie dem Rat der Stadt Misburg an. Zwischen 1974 und 1981 war sie Mitglied des Bezirksrates des Stadtbezirks Hannover-Misburg. Seit 1981 war sie Mitglied des Bezirksrates in Misburg-Anderten. Von 1990 bis zur Niederlegung ihres Mandats am 23. Oktober 2002 nach der Wahl in den Deutschen Bundestag gehörte Rita Pawelski dem Niedersächsischen Landtag an und war dort von 1994 bis 2002 stellvertretende Vorsitzende und frauenpolitische Sprecherin der CDU-Landtagsfraktion.
Von 2002 bis 2013 war sie Mitglied des Deutschen Bundestages. Hier war sie seit Januar 2006 Beisitzerin im Vorstand der CDU/CSU-Bundestagsfraktion und seit März 2006 stellvertretende Vorsitzende des Unterausschusses Regionale Wirtschaftspolitik des Ausschusses für Wirtschaft und Technologie. Rita Pawelski war dreimal über die Landesliste Niedersachsen in den Bundestag eingezogen. Bei der Bundestagswahl 2013 trat sie nicht wieder an.
Pawelski ist Mitglied im Beirat des deutschen Kinderpreises von World Vision Deutschland.
Rita Pawelski war von 2015 bis 2021 Bundeswahlbeauftragte für die Sozialversicherungswahlen.

## Ehrungen
- 2013: Verdienstkreuz am Bande der Bundesrepublik Deutschland